# Sarah Carter
Sarah Sanguin Carter (Toronto, 30 de octubre de 1980) es una actriz canadiense. Conocida por actuar como Madeline Poe en Shark protagonizada por James Woods, y como Margaret en Falling Skies.

## Biografía

### Infancia y juventud
Nació en Toronto, Ontario, y creció en Winnipeg, Manitoba. En el colegio fue bailarina y trabajó en varias obras de teatro incluyendo una interpretación de Dorothy en El mago de Oz. Comenzó su carrera en la actuación siendo adolescente en obras de teatro como A Chorus Line, The Sound of Music, y The Wizard of Oz. También formó parte del equipo de debate, lo que le permitió viajar por el mundo. Después de su graduación fue al Neuchatel Junior College en Neuchatel, Suiza, uniéndose posteriormente al Ryerson Theater School en Toronto, donde fue descubierta mientras realizaba un monólogo.

### Carrera
Trabajó en la serie Smallville interpretando a Alicia Baker, una chica afectada por los meteoritos, le dan el poder de teletransportarse, que se obsesiona con Clark Kent (Tom Welling) tras compartir ambos su secreto en un "accidente" en LuthorCorp., al final termina metiéndola en un psiquiátrico.
Cuando ella regresa en la cuarta temporada tras unas cuantas citas con Clark deciden mantener un noviazgo pero al poco tiempo es acusada de tratar de matar a Lana Lang y a su novio Jason Teague pero solo la estaban inculpando, Clark pierde la confianza depositada en ella. Alicia aparece asesinada, Clark la encuentra en una horca, su asesino es el que la ha estado inculpando a ella. Poco después él intentar vengar la muerte de su novia siendo detenido por Lois Lane (Erica Durance), ya que esta no quería que su gran amigo se convirtiera en un asesino. 
Actualmente se rumoraba que ella podría personificar a Harley Queen en una nueva entrega de Batman.

### Vida personal
Desde 2015, Carter está casada con Kevin Barth. Su hija, Alice Barth, nació en septiembre de 2017.

## Créditos

### Filmografía
| Año  | Película             | Rol            | Notas |
| ---- | -------------------- | -------------- | ----- |
| 2002 | K-9: P.I. (video)    | Babe           |       |
| 2003 | Destino final 2      | Shaina Gordon  |       |
| 2004 | Haven                | Chanel         |       |
| 2005 | Berkeley             | Alice Gickmont |       |
| 2006 | Skinwalkers          | Katherine      |       |
| 2006 | DOA: Dead or Alive   | Helena Douglas |       |
| 2006 | Pledge This!         | Kristen Haas   |       |
| 2007 | Killing Zelda Sparks | Zelda Sparks   |       |
| 2015 | Secretos enterrados  | Sarah Winters  |       |

### Televisión
| Año       | Programa                               | Rol                    | Notas                 |
| --------- | -------------------------------------- | ---------------------- | --------------------- |
| 2000      | Cold Squad                             | Libby Logan            | 'Root Cause'          |
| 2001      | Trapped                                | Claire Thorensen       |                       |
| 2001      | Los Luchadores                         | Maria Valentine        | 16 episodios          |
| 2001      | The Immortal                           | Ellie                  | The Good Squire       |
| 2001      | Mindstorm                              | Rayanna Armitage       |                       |
| 2001      | Wolf Lake                              | Brianna Rodhes         | 'The Changing'        |
| 2001      | Wishmaster 3: Beyond the Gates of Hell | Melissa Bell           |                       |
| 2001      | Dark Angel                             | Katarina               | 'Boo'                 |
| 2002      | Undeclared                             | Evie                   | 'The Perfect Date'    |
| 2002      | The Sausage Factory                    | Valerie                | 'Hang Ups'            |
| 2003      | Black Sash                             | Allie Bennett          | 8 episodios           |
| 2003      | The Twilight Zone                      | Amber                  | 'Sunrise'             |
| 2004–2005 | Smallville                             | Alicia Baker           | 3 episodios           |
| 2005      | Boston Legal                           | Tracey Green           | 'It Girls and Beyond' |
| 2005      | Entourage                              | Cassie                 | 'The Sundance Kids'   |
| 2005      | Numb3rs                                | Nadine Hodges          | 3 Episodes            |
| 2006–2008 | Shark                                  | Madeleine Poe          | 38 episodios          |
| 2007      | Eureka                                 |                        | 1 episodio            |
| 2009      | CSI: NY                                | Haylen Becall          | 3 episodios           |
| 2010      | White Collar                           | Pierce                 | "Home Invasion"       |
| 2011–2015 | Falling Skies                          | Margaret               | 50 episodios          |
| 2011      | Salem Falls                            | Addie Peabody          |                       |
| 2015–2016 | Rogue                                  | Harper Deakins         | 20 episodios          |
| 2015      | Hawaii Five-0                          | Lynn Downey            | 4 episodios           |
| 2018      | Law & Order: Special Victims Unit      | Lilah Finch            | 1 episodio            |
| 2019      | The Flash                              | Grace Gibbons / Cicada | 6 episodios           |